# ジョン・デスモンド・バナール
ジョン・デスモンド・バナール（John Desmond Bernal、ヘブライ語: ג'וֹן דֶזְמוֹנְד בֶּרְנַל‎‎、1901年5月10日 – 1971年9月15日）は、イギリスで最も著名であり、最も議論を呼ぶ研究者の1人である。分子生物学におけるX線結晶構造解析のパイオニアとして知られる。

## 人生

### 出生と教育
家系は、アイルランド系である。父方は、イタリアとスペイン/ポルトガル系のセファルディムの血が混じっており、祖父のJacob Geneseは、1837年頃に、父方の祖母のバナールという姓を受け入れた。父のサミュエル・バナールは、リムリックでカトリック教徒として育ち、ダブリンのアルバート農業大学を卒業後、14年間をオーストラリアで過ごし、ティペラリーに戻って農場を購入し、バナールはそこで育った。母のエリザベス・ミラーはアメリカ人で、スタンフォード大学を卒業し、ジャーナリストになり、カトリックに改宗した。その母はアントリム出身である。
バーナルは最初の1年間、イギリスのストニーハースト校で教育を受けたが、この学校を嫌っていたため、13歳でベッドフォード校に転校した。ゴールドスミスによると、そこで1914年から1919年の5年間の間、彼はそこを「非常に不愉快に」思い、級友の多くは彼に「飽き飽きして」いたが、同じくそこに通った弟のケビンはそこで「安らぎを得て」おり、ブラウンは、「彼は人生に容易に馴染んでいるように見えた」と語っている。1919年、彼は奨学金をもらって、ケンブリッジ大学のエマニュエル・カレッジに進学した。
ケンブリッジ大学で、バナールは1922年に数学と科学の学士号を取った。彼はそこで四元数を含む空間群の理論を学び、これは彼が3年生時に結晶構造の長大な論文を書き、ロナルド・ノーリッシュとともに共同研究賞を受賞した基礎となった。ケンブリッジ大学で、彼は1920年頃にチャールズ・ケイ・オグデンの書店で働いていた若い女性につけられた「セージ」というニックネームでも知られていた。

### 科学者としてのキャリア
卒業後、バナールは、ロンドンにある王立協会のファラデー研究所でヘンリー・ブラッグの下で研究を行った。1924年、彼はグラファイトの構造を決定し、銅の結晶構造の研究も行った。
彼の強みは、実験法と同時にその分析力で、彼の結晶構造決定に対する数学的、実践的手法は広く研究され、彼はX線測角器も開発した。
1927年、ケンブリッジ大学の最初の結晶構造学の講師に指名され、1934年にはキャヴェンディッシュ研究所の副所長となった。ここで彼は、結晶学の技術の有機化合物への応用を始め、1929年のエストロンとコレステロールを含むステロール化合物を皮切りに、ステロール化学の考え方を大きく変えた。ケンブリッジ大学で、彼はビタミンB1（1933年）、ペプシン（1934年）、ビタミンD2（1935年）、ステロール（1936年）、タバコモザイクウイルス（1937年）を分析した。また液体の水の構造も研究し、1933年に分子の形がブーメラン状であることを示した。ドロシー・ホジキンが研究を開始したのは、ケンブリッジ大学のバナールの研究室においてであった。両者は1934年に水和したタンパク質結晶の最初のX線写真を撮影し、世界で初めて生体組織の分子構造を観察した。1936年には、マックス・ペルーツが学生としてウィーンから到着し、生涯の研究課題となるヘモグロビンの研究を開始した。
バナールは、彼を嫌っていたアーネスト・ラザフォードの在任中は、エマニュエル・カレッジにフェローシップを断わられていたが、パトリック・ブラケットによって第1ランクに引き上げられていたロンドン大学バークベック・カレッジの物理学教授に就任した。第二次世界大戦が終わると、彼はバークベック校に、15人の研究者を擁する分子生物学研究所を設立した。ここでアーロン・クルーグはリボヌクレアーゼの研究を行い、アンドリュー・ブースは最も初期のコンピュータの1つを開発した。キングズ・カレッジ・ロンドンから移ってきたロザリンド・フランクリンはウイルスのパイオニア的研究を行った。
また、バナールは政治的にはイギリス共産党党員であり
、ルイセンコ論争でソ連側にたったことは波紋を呼んだ。バナールの左翼活動は周囲に影響を与え、エピジェネティクスの創設者で知られる友人コンラード・H・ワディントンも1941年の著作でマルクス主義は科学と擁護した。またスターリンの死後に「科学者としてのスターリン」の追悼記事を書いた。

### 戦時の研究
30年代初め、バナールは平和を訴えていたが、スペイン内戦がそれを変えた。1939年に第二次世界大戦が勃発すると、バナールは国家安全省に所属し、そこにソリー・ズッカーマンを招き、敵の爆撃の効果と動物や人に対する爆発の効果を初めて分析させた。バーミンガムやキングストン・アポン・ハルへの爆撃の効果の継続的な分析により、市街地の爆撃はほとんど混乱を起こさず、生産への影響は工場に直接爆弾が落ちた時に限られることが明らかとなった。ソーホーでの科学者の晩餐から、Science in Warという本がゲストの1人アレン・レーンによって出版され、科学は戦争の全ての部分に適用されるべきだと訴えた。1937年には王立協会フェローに選出された。
1942年から彼とズッカーマンは、ルイス・マウントバッテンの科学アドバイザーとなった。バナールはジェフリー・N・パイクが提案する氷山空母に反対した。彼は抑留中のマックス・ペルーツを救い出し、スミスフィールドの家畜市場の地下の冷凍室で実験を行わせた。この計画は、彼とズッカーマンの不仲の間接的な原因となり、彼は陸軍と空軍の協力状況についての中東の視察から外されたが、ズッカーマンはこの視察に参加し、軍科学者としての名声を得ることとなった。

#### オーバーロード作戦とD-デイ
ディエップの戦いの後、バナールはこの失敗をオーバーロード作戦で繰り返さないように厳命され、1943年のケベック会談に唯一出席したイギリスの科学者とし、その出席者に対して人工の港の有用性を示した。しかしノルマンディー上陸作戦に対する彼の最大の貢献は、ドイツ軍の注意をひかないで作戦を決行できる浜の詳細な地図の作成であった。イギリスの図書館での調査と個人的な体験からの彼の類まれな知識がフランス全土の航空機による調査と組み合わされて地図が作成された。
D-デイの上陸地の選定に貢献した後、チャールズ・パーシー・スノーによれば、バナールはイギリス海軍の大尉の軍服で、D-デイ翌日の昼にノルマンディに上陸し、計画の効果を記録したという。

### 著作
1929年の著作『宇宙・肉体・悪魔』は、アーサー・C・クラークによって「これまでなされた科学的予測で最も素晴らしい試み」であると言われた。この本は、宇宙への永久居住を目的としたスペースコロニーであるいわゆるバナール球について初めて言及している点で有名である。第2章では、人間の体と知能に対する根本的な変化、第3章ではこれらが社会に与える影響について論じられている。
1939年のThe Social Function of Scienceでは、科学は絶対的知識に対する個人の探求ではなく、研究開発の支援が劇的に増加するべきだと主張している。Science Citation Indexの創始者ユージン・ガーフィールドは、「重版を集中化するという彼のアイデアは、まだ科学の引用索引がなかった1955年に、私が最初にSCIを思いついた時に頭にあった」と語っている。
1954年のScience in Historyは、科学と社会の相互作用を分析した4巻の大著である。1967年のThe Origin of Lifeは、アレクサンドル・オパーリンとJ・B・S・ホールデンのアイデアを事前に提示している。

## 主な受賞歴
- 1945年 ロイヤル・メダル
- 1947年 Guthrie lecture
- 1953年 スターリン平和賞
- 1959年 Grotius Gold Medal
- 1962年 ベーカリアン・メダル

## 家族
バナールには、秘書だった妻のアグネス・アイリーン・スピローグとの間に、1926年生まれのマイクと1930年生まれのイーガンという2人の子供がいる。彼らは、バナールが学士号を取った翌日の1922年6月21日に結婚した。バナールは21歳、スピローグは23歳であった。スピローグは、活発な社会運動家と言われている。
1930年代、彼は芸術家のマーガレット・ガーディナーと関係を持ち、1937年に、後に哲学者となったマーティン・バナールが生まれた。彼女は1920年頃にソリー・ズッカーマンとも短い間関係を持っていた。ガーディナーは自身を"ミセス・バナール"と呼んでいたが、2人は正式には結婚していない。
彼はまた、マーゴット・ハイネマンとの間にも1953年に子供をもうけており、自身の教え子であるドロシー・ホジキンとも親しい関係であった。

## フィクション作品
友人のチャールズ・パーシー・スノーの初期の小説であるThe Searchには、バナールが登場する。また、スティーヴィー・スミスのThe Holidayに登場するテンガルは、バナールからインスピレーションを得ていると言われている。

## 著作
- Bernal, J. D. (1926). "On the Interpretation of X-Ray, Single Crystal, Rotation Photographs". Proceedings of the Royal Society of London 113 (763): 117–160. doi:10.1098/rspa.1926.0143.
- The World, the Flesh & the Devil: An Enquiry into the Future of the Three Enemies of the Rational Soul (1929) Jonathan Cape.
  - J・D・バナール『宇宙・肉体・悪魔 理性的精神の敵について』鎮目恭夫訳、みすず書房、1972年。
- Aspects of Dialectical Materialism (1934) with E. F. Carritt, Ralph Fox, Hyman Levy, John Macmurray, R. Page Arnot
- The Social Function of Science (1939) Faber & Faber
  - J.D.Bernal 著、坂田 昌一・星野 芳郎・龍岡　誠 訳『科学の社会的機能』創元社、1951年。

- Science and the Humanities (1946) pamphlet
- The Freedom of Necessity (1949)
- The Physical Basis of Life (1951)
- Marx and Science (1952) Marxism Today Series No. 9

- Science and Industry in the Nineteenth Century (1953) Routledge.
  - J.D.Bernal 著、菅原　仰 訳『科学と産業―19世紀における』岩波書店、1956年。

- Science in History (1954) four volumes in later editions, The Emergence of Science; The Scientific and Industrial Revolutions; The Natural Sciences in Our Time; The Social Sciences: Conclusions. Faber & Faber
  - J.D.Bernal 著、鎮目 恭夫 訳『歴史における科学   I.文明の起源から中世まで』みすず書房、1966年。ISBN 978-4622017141。
  - J.D.Bernal 著、鎮目 恭夫 訳『歴史における科学  II.近代科学の誕生と発展』みすず書房、1981年。ISBN 978-4622019053。
  - J.D.Bernal 著、鎮目 恭夫 訳『歴史における科学 III.二十世紀の自然科学』みすず書房、1966年。ISBN 978-4622019060。
  - J.D.Bernal 著、鎮目 恭夫 訳『歴史における科学 IV.二十世紀の社会科学』みすず書房、1966年。ASIN B00H4SSC5Q。

- World without War (1958)
  - J.D.Bernal 著、鎮目 恭夫 訳『戦争のない世界<上・下>』岩波書店、1959年。

- A Prospect of Peace (1960)
- Need There Be Need? (1960) pamphlet

- The Origin of Life (1967)
  - J.D.Bernal 著、山口清三郎・鎮目 恭夫 訳『生命の起源ーその物理学的基礎』岩波書店〈岩波新書119〉、1959年。

- Emergence of Science (1971)
- The Extension of Man. A History of Physics before 1900 (1972) M.I.T. Press also as A History of Classical Physics from Antiquity to the Quantum
- On History (1980) with Fernand Braudel
- Engels and Science, Labour Monthly pamphlet
- After Twenty-five Years
- Peace to the World, British Peace Committee pamphlet
- Bernal, J. D. (2009). “The relation of microscopic structure to molecular structure”. Quarterly Reviews of Biophysics 1 (01):  81. doi:10.1017/S0033583500000469. ISSN 0033-5835.
- “The structure of water and its biological implications”. Symp. Soc. Exp. Biol. 19:  17–32. (1965). PMID 5849048.
- Bernal, J. D. (1953). “The Use of Fourier Transforms in Protein Crystal Analysis”. Proceedings of the Royal Society B: Biological Sciences 141 (902):  71–85. doi:10.1098/rspb.1953.0022. ISSN 0962-8452.
- Bernal, J. D. (1952). “Phase Determination in the X-Ray Diffraction Patterns of Complex Crystals and its Application to Protein Structure”. Nature 169 (4311):  1007–1008. doi:10.1038/1691007a0. ISSN 0028-0836.